# Ulrik
Ulrik eller Ulric är ett skandinaviskt mansnamn av tyskt ursprung – i dagens tyska Ulrich – och sammansatt av två ord som betyder arvegods och mäktig.
Namnet har aldrig varit speciellt vanligt i Sverige, men hade en viss popularitet på 1960- och 1970-talet. De senaste åren har högst några enstaka pojkar i varje årskull fått namnet som tilltalsnamn. 2011 fanns det totalt 2 917 personer i Sverige med namnet Ulrik/Ulric, varav 1 092 med det som tilltalsnamn. År 2003 fick 22 pojkar namnet, varav 3 fick det som tilltalsnamn.
Namnsdag: I Sverige 5 augusti (sedan 1901). I den finlandssvenska namnsdagslängden har Ulrik namnsdag 4 juli sedan starten 1929, då en egen namnsdagskalender togs i bruk för finlandssvenskar, med undantag av 1950–2004 då Ulrik hade namnsdag 5 maj.

## Kända personer med förnamnet Ulrik/Ulric
- Ulrik, svensk prins (1684–1685)
- Ulrik, württembergsk hertig 1498
- Ulric Andersson, kyrkomusiker, domkyrkoorganist, operasångare
- Ulric Björklund, operasångare
- Ulrik Cold, dansk operasångare
- Ulric Gustaf Franc (1736–1811), ämbetsman
- Ulrik Frederik Gyldenløve, dansk militär, ståthållare i Norge, son till Fredrik III
- Ulrik Jansson, fotbollsspelare
- Per-Ulrik Johansson, svensk golfspelare
- Per Ulrik Kernell, kulturpersonlighet
- Ulrik Kristian Kruse, dansk general
- Ulrik Lindgren, riksdagsledamot (kd)
- Ulrik Lindh, svensk ishockeydomare
- Ulrik Munther, vinnare av Lilla melodifestivalen och Mgp nordic 2009
- Ulrik Neumann, dansk musiker
- Sven Ulric Palme, professor i historia och fackboksförfattare
- Ulrik Quensel, professor i patologi och allmän hälsovård
- Ulrik Rudenschöld, ämbetsman, utredare av vattenvägar i Finland, poet
- Ulrich Salchow, konståkare, OS-guld 1908
- Ulrik Samuelson, konstnär
- Ulrik Scheffer, riksråd
- Per Ulrik Stenhammar, svensk arkitekt och tonsättare
- Ulrik Thersner, major i fältmätningsbrigaden, tecknare av topografiska motiv
- Ulrik Torsslow, skådespelare och konstnär
- Adolf Ulrik Wertmüller, svensk konstnär

### Fiktiva personer med förnamnet Ulrik/Ulrich
- Ulrich, titelfigur i Robert Musils roman Mannen utan egenskaper från 1930.[5]
- Ulrik Brendel, en lärare i Henrik Ibsens drama Rosmersholm från 1886.[6]